# Maria Sole Agnelli

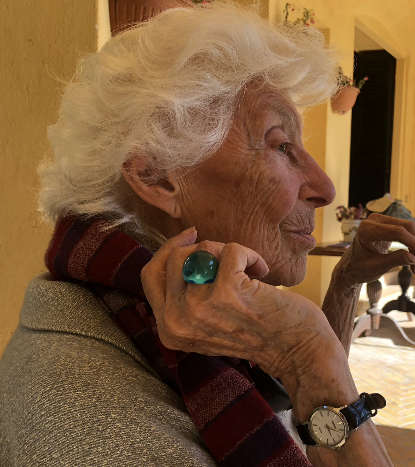
Maria Sole Agnelli nel 2018

Maria Sole Agnelli Campello della Spina (Villar Perosa, 9 agosto 1925) è una dirigente sportiva e politica italiana.

## Biografia
La contessa Maria Sole Agnelli è figlia di Edoardo Agnelli e di Virginia Bourbon del Monte e quindi sorella di Clara, Susanna, Gianni, Giorgio, Cristiana e Umberto Agnelli.
In prime nozze sposò il conte Ranieri Campello della Spina (1908-1959) da cui ebbe i figli Virginia (1954), Argenta (1955), Cintia (1956), Bernardino (1958). Rimasta vedova, sposò in seconde nozze il conte Pio Teodorani-Fabbri (1924-2022) - il quale era imparentato con Benito Mussolini in quanto la nipote del duce aveva sposato il cugino di Pio -, da cui ebbe il figlio Edoardo (1965).
Fu sindaco di Campello sul Clitunno dal 1960 al 1970; venne eletta con 850 voti su 1 200 senza fare neanche un comizio.
Maria Sole ha diretto un'importante scuderia di cavalli: un suo purosangue, Woodland, vinse la medaglia d'argento alle Olimpiadi di Monaco nel 1972.

## Ascendenza
|                                                      |                                                         |                                                            | Genitori                                                    |  |  | Nonni |  |  | Bisnonni        |  |  | Trisnonni                  |  |
|                                                      |                                                         |                                                            |                                                             |  |  |       |  |  | Edoardo Agnelli |  |  | Giuseppe Francesco Agnelli |  |
|                                                      |                                                         |                                                            |                                                             |  |  |       |  |  | Edoardo Agnelli |  |  | Giuseppe Francesco Agnelli |  |
|                                                      |                                                         | Maria Maggia                                               |                                                             |  |  |       |  |  | Edoardo Agnelli |  |  |                            |  |
| Giovanni Agnelli                                     |                                                         |                                                            |                                                             |  |  |       |  |  | Edoardo Agnelli |  |  |                            |  |
|                                                      |                                                         | Aniceta Frisetti                                           | Giovanni Frisetti                                           |  |  |       |  |  |                 |  |  |                            |  |
|                                                      |                                                         | Aniceta Frisetti                                           | Giovanni Frisetti                                           |  |  |       |  |  |                 |  |  |                            |  |
|                                                      |                                                         | Aniceta Frisetti                                           | Anna Lavista                                                |  |  |       |  |  |                 |  |  |                            |  |
| Edoardo Agnelli                                      |                                                         | Aniceta Frisetti                                           |                                                             |  |  |       |  |  |                 |  |  |                            |  |
|                                                      |                                                         | Leopoldo Francesco Primo Boselli                           | Giuseppe Boselli                                            |  |  |       |  |  |                 |  |  |                            |  |
|                                                      |                                                         | Leopoldo Francesco Primo Boselli                           | Giuseppe Boselli                                            |  |  |       |  |  |                 |  |  |                            |  |
|                                                      |                                                         | Leopoldo Francesco Primo Boselli                           | Maddalena Lampugnani                                        |  |  |       |  |  |                 |  |  |                            |  |
| Clara Boselli                                        |                                                         | Leopoldo Francesco Primo Boselli                           |                                                             |  |  |       |  |  |                 |  |  |                            |  |
|                                                      |                                                         | Maddalena Lampugnani                                       | Luigi Lampugnani                                            |  |  |       |  |  |                 |  |  |                            |  |
|                                                      |                                                         | Maddalena Lampugnani                                       | Luigi Lampugnani                                            |  |  |       |  |  |                 |  |  |                            |  |
|                                                      |                                                         | Maddalena Lampugnani                                       | Maria Sanpietro                                             |  |  |       |  |  |                 |  |  |                            |  |
| Maria Sole Agnelli                                   |                                                         | Maddalena Lampugnani                                       |                                                             |  |  |       |  |  |                 |  |  |                            |  |
|                                                      | Ranieri Bourbon del Monte, III principe di San Faustino | Francesco Bourbon del Monte, marchese di Monte Santa Maria |                                                             |  |  |       |  |  |                 |  |  |                            |  |
|                                                      | Ranieri Bourbon del Monte, III principe di San Faustino | Francesco Bourbon del Monte, marchese di Monte Santa Maria |                                                             |  |  |       |  |  |                 |  |  |                            |  |
|                                                      | Ranieri Bourbon del Monte, III principe di San Faustino | Carolina Scarampi di Pruney                                |                                                             |  |  |       |  |  |                 |  |  |                            |  |
| Carlo Bourbon del Monte, IV principe di San Faustino | Ranieri Bourbon del Monte, III principe di San Faustino |                                                            |                                                             |  |  |       |  |  |                 |  |  |                            |  |
|                                                      |                                                         | Maria Francesca Massimo                                    | Vittorio Emanuele Camillo IX Massimo, II principe di Arsoli |  |  |       |  |  |                 |  |  |                            |  |
|                                                      |                                                         | Maria Francesca Massimo                                    | Vittorio Emanuele Camillo IX Massimo, II principe di Arsoli |  |  |       |  |  |                 |  |  |                            |  |
|                                                      |                                                         | Maria Francesca Massimo                                    | Maria Giacinta Della Porta Rodiani                          |  |  |       |  |  |                 |  |  |                            |  |
| Virginia Bourbon del Monte                           |                                                         | Maria Francesca Massimo                                    |                                                             |  |  |       |  |  |                 |  |  |                            |  |
|                                                      |                                                         | George Washington Campbell Jr.                             | George Washington Campbell                                  |  |  |       |  |  |                 |  |  |                            |  |
|                                                      |                                                         | George Washington Campbell Jr.                             | George Washington Campbell                                  |  |  |       |  |  |                 |  |  |                            |  |
|                                                      |                                                         | George Washington Campbell Jr.                             | Harriett Campbell                                           |  |  |       |  |  |                 |  |  |                            |  |
| Jane Allen Campbell                                  |                                                         | George Washington Campbell Jr.                             |                                                             |  |  |       |  |  |                 |  |  |                            |  |
|                                                      |                                                         | Virginia Watson                                            | Alexander Watson                                            |  |  |       |  |  |                 |  |  |                            |  |
|                                                      |                                                         | Virginia Watson                                            | Alexander Watson                                            |  |  |       |  |  |                 |  |  |                            |  |
|                                                      |                                                         | Virginia Watson                                            | …                                                           |  |  |       |  |  |                 |  |  |                            |  |
|                                                      |                                                         | Virginia Watson                                            |                                                             |  |  |       |  |  |                 |  |  |                            |  |